# 프레지젠치 니콜라우 로바투 국제공항

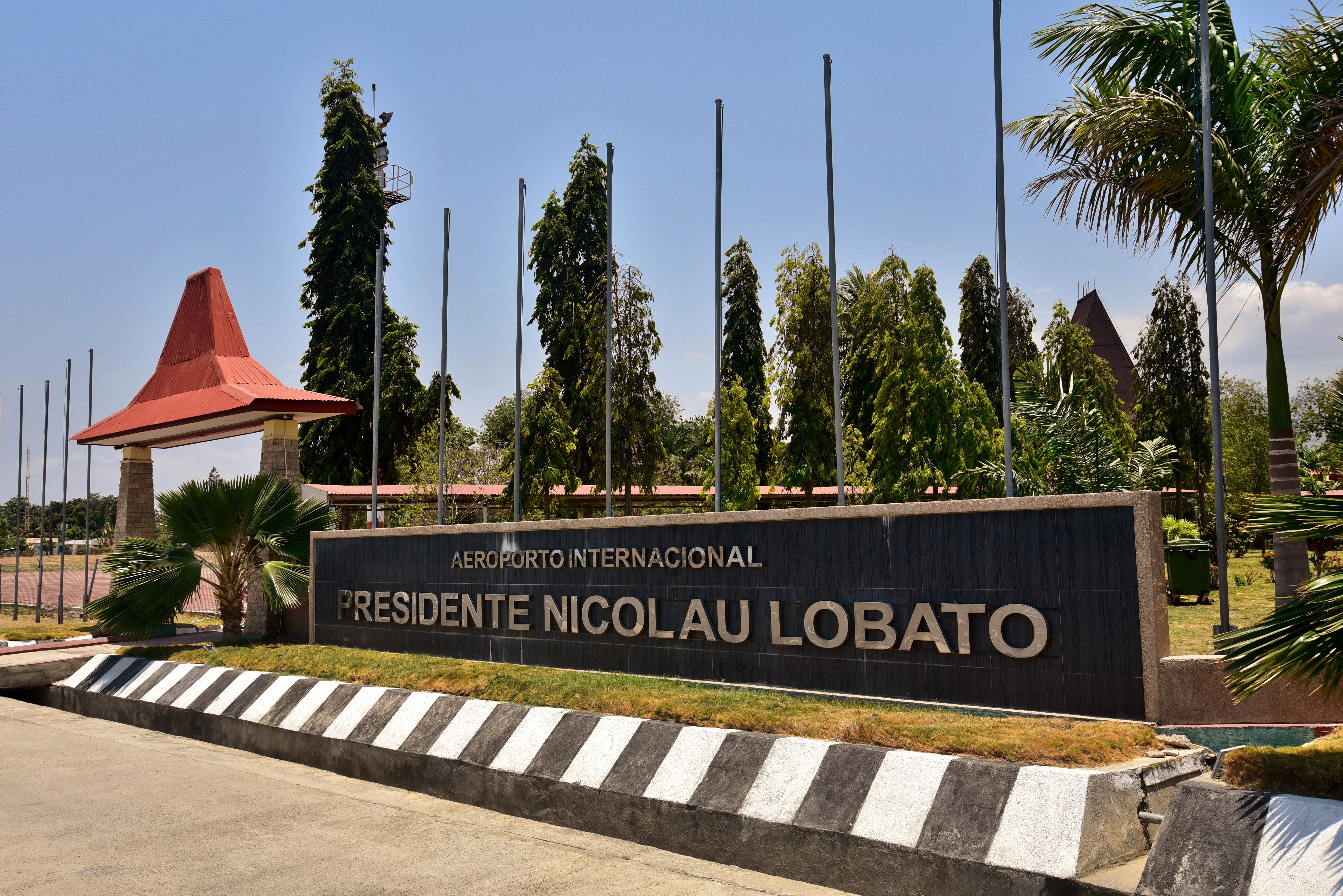

프레지젠치 니콜라우 로바투 국제공항(Presidente Nicolau Lobato International Airport, IATA: DIL, ICAO: WPDL)은 동티모르의 수도 딜리를 관할하는 국제공항이다. 이 공항의 이전 이름은 코모로 공항이다. 2002년부터 이 공항의 이름은 동티포르의 정치인이자 국가적 영웅 니콜라우 도스 헤이스 로바투의 이름을 따라 변경되었다.

## 사건, 사고
1983년 8월 16일, 동티모르 독립혁명전선 게릴라들이 이 공항의 군사부문을 공격하여 18명의 인도네시아 병사들을 살해했다.

## 같이 보기
- 동티모르의 공항 목록